# アウトバーン 28
アウトバーン 28（ドイツ語: Bundesautobahn 28, BAB 28 または A 28）はドイツの高速道路、アウトバーンの一路線である。
西のニーダーザクセン州レーアから東のブレーメン付近まで96 kmの路線を持つ地方道路である。